# Enkhuizer Almanak
De Enkhuizer Almanak is een kleine almanak die jaarlijks in Nederland verschijnt. De almanak bevat steeds bepaalde informatie over het komende jaar, zoals een uitgebreide kalender met feestdagen en markten, astronomische gegevens (opkomsttijden van zon en maan, tijdstippen van eb en vloed) en weersvoorspellingen. Daarnaast staan er ook algemene zaken in, zoals volksvertellingen en weetjes en andere vormen van folklore.
De Enkhuizer Almanak verschijnt al eeuwen, maar wordt sinds 1992 weer in Enkhuizen uitgegeven. De almanak verscheen mogelijk voor het eerst in 1595, maar er zijn geen exemplaren van rond die tijd bewaard gebleven.

## Enkhuizen of Amsterdam
Voorheen was het oudste bekende complete exemplaar in het archief van de uitgeverij van de Enkhuizer Almanak uit 1686. Dit exemplaar is gedrukt en uitgegeven in Amsterdam en dat leidde tot discussie over de herkomst van de naam.
De verklaring die er jarenlang voor gold is dat de naam van de almanak oorspronkelijk niet naar de plaats van uitgave verwees, maar naar de getijden van de zee die altijd begonnen met Enkhuizen. Enkhuizen was vroeger een belangrijke haven waar stapelplaatsen waren, met als reden dat de grote zeeschepen Amsterdam vaak moeilijk konden bereiken. Zij moesten weten wanneer ze de haven konden bereiken en daarvoor was het kennen van de getijden van Enkhuizen van groot belang.
Eind september 2015 maakte de uitgever van de huidige editie bekend een nog ouder exemplaar te hebben aangeschaft. Daarin staat: "Gedrukt in Enkhuizen bij Jan Potjen in 1680", waarmee is komen vast te staan dat de almanak dus toch in Enkhuizen is ontstaan.
In of kort voor 1686 moet het drukken en uitgeven van de almanak naar Amsterdam zijn verplaatst. De uitgave van de almanak verhuisde aan het einde van de 19e eeuw naar Haarlem, in 1952 naar Apeldoorn en sinds 1992 wordt ze weer vanuit Enkhuizen uitgegeven.
Tussen 1995 en 2020 was in Enkhuizen het Enkhuizer Almanak Museum gevestigd.